# Gianluca Galasso
Pour les articles homonymes, voir Galasso.
Gianluca Galasso (né le 18 janvier 1984  à Latina, dans le Latium) est un footballeur italien. Il évolue au poste de défenseur ou de milieu de terrain.
Gianluca Galasso possède 2 sélections en équipe d'Italie des moins de 20 ans.

## Clubs successifs
- 2003-2004 : AS Rome  Italie
- 2004-2005 : Salernitana Sport  Italie
- 2005-2006 : Ternana  Italie
- 2006-2007 : Frosinone Calcio  Italie
- 2007-2009 : AS Bari  Italie
- 2009-2010 : Salernitana  Italie
- 2010-2011 : AS Bari  Italie[1]

## Palmarès
- Champion d'Italie de Serie B (D2) en 2009 avec l'AS Bari